# Maciej Michalak
Maciej Tadeusz Michalak (ur. 19 sierpnia 1987 w Świdnicy) – polski stomatolog, specjalizujący się w chirurgii stomatologicznej i implantologii, doktor nauk medycznych, pilot samolotowy i alpinista.  International Master in "Advanced Oral Surgery and Dental Implantology". Członek Mensa International.

## Życiorys
W 2011 ukończył z wyróżnieniem rektora studia medyczne na Akademii Medycznej w Lublinie. Stopień doktora nauk medycznych uzyskał w 2016 na macierzystej uczelni. Pierwszy i jedyny Polak w World Academy of Growth Factors & Stem Cells in Dentistry. Pierwszy Polak mianowany Ambasadorem Międzynarodowej Akademii Chirurgii Ultradźwiękowej i Implantologii (ang. IAUSI – International Academy for Ultrasonic Surgery & Implantology). 
Koordynator szkoleń praktycznych kongresu FDI 2016 oraz członek sądu koleżeńskiego Polskiego Towarzystwa Dysfunkcji Narządu Żucia. Współzałożyciel i Prezes Zarządu BE ACTIVE DENTIST. Prezydent Zarządu Głównego Polskiego Towarzystwa Studentów Stomatologii w latach 2010–2013, obecnie członek honorowy. Od 2018 roku członek Prezydium Zarządu Głównego Polskiego Towarzystwa Stomatologicznego. Od 2019 roku członek Rady Naukowej Instytutu Praw Dziecka im. Janusza Korczaka.

## Osiągnięcia
- Zdobywca I miejsca w Konkursie Kół Naukowych na najlepszą pracę 48 Sympozjum Studenckich Kół Naukowych Uczelni Medycznych Lublin 2009 w dziedzinie farmakologii
- Uczestnik licznych praktyk oraz szkoleń stomatologicznych w Polsce oraz za granicą (m.in. w Szwajcarii, Norwegii, Belgii, Francji, Grecji, Niemczech, Austrii, Włoszech, Turcji oraz Indiach).
- Autor i współautor ponad 50 publikacji naukowych w czasopismach polskich i zagranicznych. Posiada dorobek naukowy punktowany indeksem Impact Factor 4,127 oraz 190 pkt MNiSW, wskaźnik Hirsha równy 2. Autor książki „Rola lekarza dentysty w rozpoznawaniu przemocy wobec dzieci”,  pomysłodawca tłumaczenia oraz tłumacz książki „Handbook of Local Anesthesia” dla wydawnictwa Elsevier.
- Autor projektu ultra cienkiego implantu stomatologicznego UNIVERSE 2.9, produkowanego przez renomowaną szwajcarską firmę IML.
- Mistrz świata lekarzy skoku w dal (2011, 2012, 2023) oraz kilkukrotny mistrz świata lekarzy w biegu na 100 i 200 metrów (2022, 2023).
- Laureat ogólnopolskiej nagrody Nobel Studencki w branży medycznej i nauk o zdrowiu oraz nagrody Primus Inter Pares 2009.
- Organizator i uczestnik  37 konferencji i kongresów Polskiego Towarzystwa Studentów Stomatologii w latach 2007-2015.
- dyrektor medyczny klinik MAESTRIA w Warszawie dwukrotnie nagrodzonych główną nagrodą w plebiscycie Beauty Stars 2018 i 2019 w kategorii „Gabinety stomatologiczne”.